# We're Not Gonna Take It
"We're Not Gonna Take It" je skladba americké heavymetalové skupiny Twisted Sister z jejich alba Stay Hungry. Jako singl vyšla 27. dubna 1984. Samotné album bylo vydáno o dva týdny později - 10. května 1984. Skladba dosáhla 21. místa v žebříčku Billboard Hot 100.
Skladbu napsal zpěvák Dee Snider a ovlivnila ji vánoční koleda "O Come, All Ye Faithful" od rockové skupiny Slade.
Skladba je známá díky svému klipu, který režíroval Marty Callner s důrazem na grotesku. Video začíná scénou s neposlušným synem (hraje ho Martyho syn, Dax Callner), který hraje ve svém pokoji písně Twisted Sister, zatímco zbytek rodiny sedí u večeře. Otec, "Douglas C." (hrál ho Mark Metcalf) jde do synova pokoje a nadává mu, že se zajímá pouze o svou kytaru a Twisted Sister. Na konci svého dlouhého proslovu praví "What do you want to do with your life?" načež syn odpoví "I Wanna Rock!" hlasem nápadně podobným hlasu režiséra Martyho Callnera, po němž natáčí kytaru a způsobí tak silný ráz, že otec vylétne z okna. Chlapec se přemění do postavy Dee Snidera a začne muzika. Snider zpívá k ostatním dětem, které se změní na zbytek kapely a v rodině způsobují spoušť. Otec dostane od kapely největší "sodu".
Objevila se ve filmu Ready Player One během závěrečného boje.

## Pozice v žebříčcích
| Žebříček (1984 - 1985)      | Vrcholové pozice |
| --------------------------- | ---------------- |
| Nový Zéland (RIANZ)         | 2                |
| Švédsko (sverigetopplistan) | 10               |